# Albert Kordecki
Albert Kordecki (ur. 22 lipca 1867 w Ploeszti, zm. 13 lutego 1918 w Korczynie) – rotmistrz Legionów Polskich.

## Życiorys
Albert Kordecki urodził się 22 lipca 1867 roku w Ploeszti, w Rumunii, w rodzinie Alfreda i Flory. Był członkiem Polskiego Towarzystwa Gimnastycznego „Sokół”.
Po wybuchu I wojny wstąpił do Legionów. Tutaj przydzielono go do Legionu Wschodniego, gdzie został dowódcą szwadronu kawalerii. 21 września 1914, po rozwiązaniu Legionu, Albert Kordecki powrócił do rezerwy. W październiku dołączył jednak do jednostek Legionów Polskich walczących u boku Austriaków w Karpatach. Objął dowództwo szkoły rekrutów. Po wyszkoleniu dwóch plutonów jazdy, z trzecim sam udał się na linię frontu. Został przydzielony do 3 szwadronu pod dowództwem Jana Dunina-Brzezińskiego. 27 stycznia 1915 Kordecki został awansowany do stopnia porucznika kawalerii. W walkach nad Prutem prowadzony przez Kordeckiego patrol złożony z 25 ludzi zaatakował szwadron dragonów, przedarł się przez linie rosyjskie i zdobył ważne informacje o rozmieszczeniu wroga. W czasie patrolu poległ tylko jeden ułan – Jaworski. Za ten czyn Albert Kordecki został odznaczony Signum Laudis.
Po śmierci rotmistrza Zbigniewa Dunin-Wąsowicza w szarży pod Rokitną, Kordecki objął dowództwo dywizjonu kawalerii II Brygady, składającego się wówczas z 2 i 3 Szwadronu. Ze względu na stan zdrowia (reumatyzm) został przeniesiony na stanowisko komendanta kadry kawalerii w Kowlu. Następnie był dowódcą Kursu Wyszkolenia Kawalerii w Mińsku Mazowieckim. 1 kwietnia 1916 został awansowany do stopnia rotmistrza kawalerii. Po kryzysie przysięgowym służył w Polskim Korpusie Posiłkowym. 10 sierpnia 1917 roku dowódca Legionów Polskich powierzył mu dowództwo 1 pułku ułanów Legionów Polskich. Przebył jesienno-zimową kampanię na Bukowinie.
13 lutego 1918 Albert Kordecki wraz z porucznikami Borkowskim i A. Romerem wracali nocą wozem z przyjęcia w I dywizjonie. W okolicach Korczyna woźnica zgubił drogę i wóz osunął się w jar Stryja. Kordecki uderzył głową w kamień i zginął na miejscu.

## Ordery i odznaczenia
- Krzyż Srebrny Orderu Wojskowego Virtuti Militari nr 5398 – pośmiertnie 17 maja 1922[2][3]
- Krzyż Niepodległości – pośmiertnie 22 grudnia 1931 „za pracę w dziele odzyskania niepodległości”[4]